# ستارا ویش (استان پودکارپاتسکیه)
ستارا ویش (به لهستانی:  Stara Wieś) یک روستا در لهستان است که در گمینا بژوزوو واقع شده‌است. ستارا ویش ۳٬۵۰۰ نفر جمعیت دارد.